# Quernmore
 (avril 2023).
Quernmore est un village et une paroisse civile du Lancashire, en Angleterre.